# Mortimer von Tschirschky
Mortimer Franziskus Benno Andreas Karl Graf von Tschirschky-Renard, bis 1878 Freiherr von Tschirschky-Reichell, (* 17. September 1844 in Koberwitz, Landkreis Breslau; Provinz Schlesien; † 18. März 1908 in Breslau) war ein deutscher Majoratsherr und Parlamentarier.

## Leben

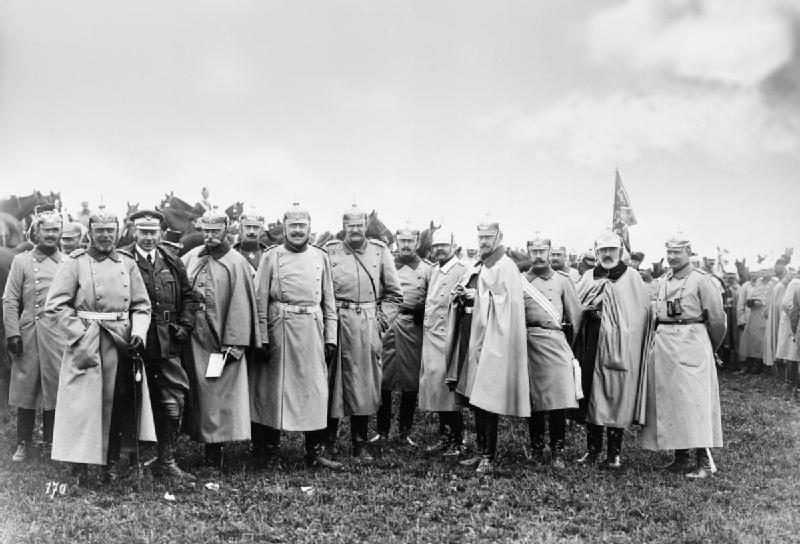
Major Graf Tschirschky-Renard (2. Person von rechts in der 1. Reihe) beim Kaisermanöver 1905

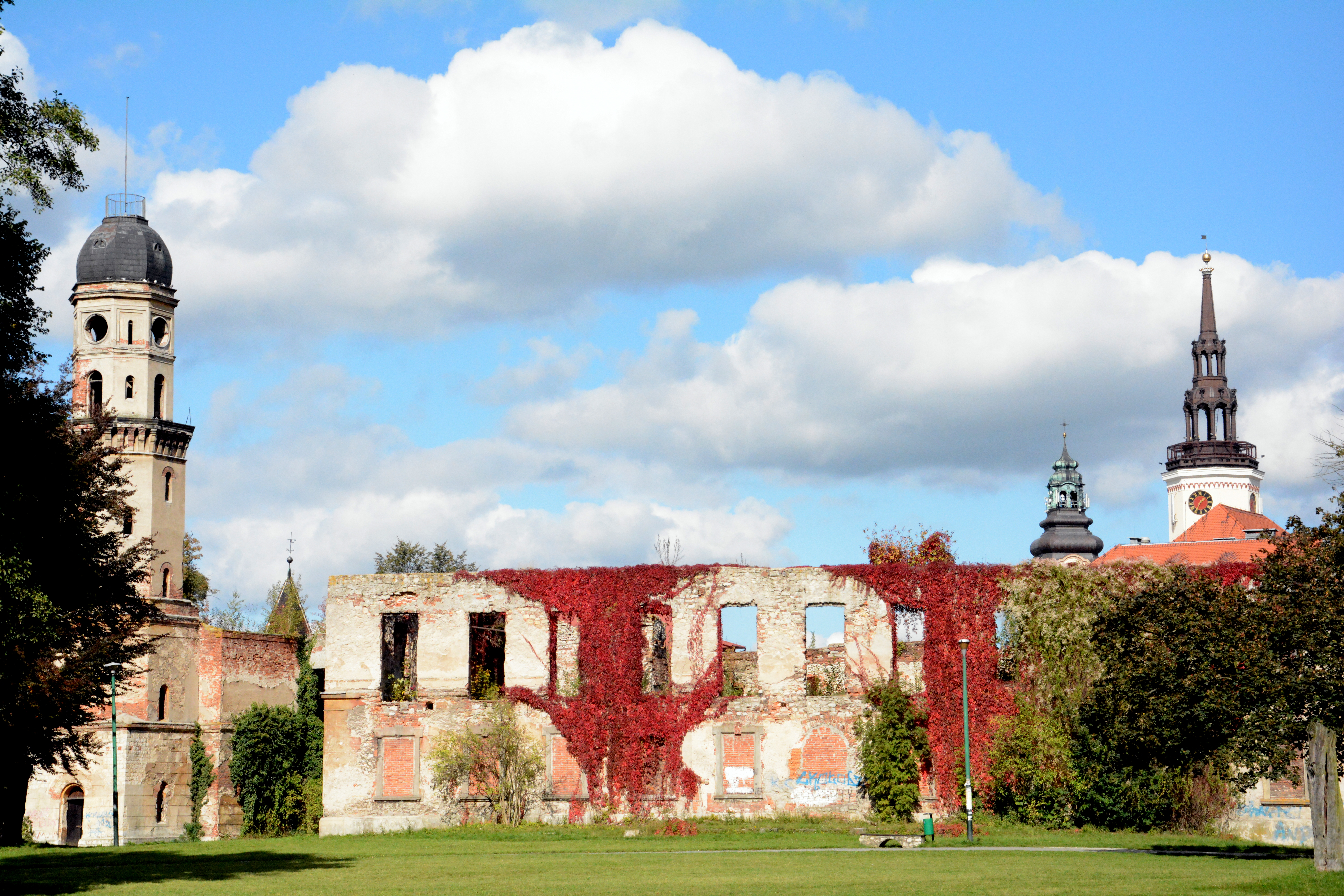
2013 Groß Strehlitz, die Ruinen des Schlosses von Mortimer von Tschirschky-Renard

Mortimer von Tschirschky entstammte der Adelsgeschlecht Tschirschky. Seine Eltern waren Benno von Tschirschky-Reichell (* 25. Juli 1810 Gut Schlanz bei Breslau; † 7. Mai 1878 ebenda) und Marie Christine von Renard, Gräfin von Renard (* 5. August 1826; † 4. Februar 1847). Sein Großvater war Andreas Maria von Renard.
Er studierte Rechtswissenschaften an der Ruprecht-Karls-Universität Heidelberg, der Schlesischen Friedrich-Wilhelms-Universität Breslau und der Friedrich-Wilhelms-Universität Berlin. 1867 wurde er Mitglied des Corps Saxo-Borussia Heidelberg. Von 1871 bis 1874 war er am Kreisgericht in Breslau tätig.
1874 erbte er von seinem Onkel Johannes Maria von Renard dessen Gut in Groß Strehlitz, die Rennpferde und das Vollblutgestüt. 1882 gewann sein Pferd „Trachenberg“ das Deutsche Derby. Er übernahm die Majoratsherrschaft auf Groß Strehlitz und deren Verwaltung. 1878 wurde er in den Grafenstand erhoben. In der Preußischen Armee erreichte er den Dienstgrad Major der Reserve. Mit Antritt des Erbes als Fideikommissherr in Schloss Groß Strehlitz erhielt er den Doppelnamen Tschirschky-Renard. Das war im Haus Renard festgelegt.
Von 1877 bis 1879 saß Tschirschky als Abgeordneter des Wahlkreises Oppeln 3 (Groß Strehlitz, Lublinitz) im Preußischen Abgeordnetenhaus. Er gehörte der Fraktion der Freikonservativen Partei an. Von 1886 bis zu seinem Tod 1908 gehörte er als Vertreter der Grundbesitzer im Bezirk Breslau / Brieg dem Preußischen Herrenhaus an. Er war Mitglied des Provinziallandtags von Schlesien. Des Weiteren war er Kreisdeputierter, Kreistagsmitglied und Landesältester.
Der Besitz des Majorats Groß Strehlitz, im Jahre 1894 aus zwölf Gütern gesamt bestehend, ging nach seinem Tod an seinen Vetter Karl von Brühl-Renard, den Sohn seiner Tante Ludmilla von Renard und Eigentümer der Patronatsherrschaft Seifersdorf (Wachau) bei Radeberg.